# Laurie Mougel
Laurie Mougel (* 5. Juli 1988 in Briançon) ist eine ehemalige französische Skirennläuferin. Sie war auf die Disziplin Slalom spezialisiert. Ihr Vater Daniel Mougel war in den 1980er Jahren ebenfalls Skirennläufer.

## Biografie
Ab Dezember 2003 nahm Mougel im Alter von 15 Jahren an FIS-Rennen teil. Sie startete zunächst in allen Disziplinen und spezialisierte sich mit der Zeit auf Slalom und Riesenslalom. Im Dezember 2005 gelang ihr der erste Sieg auf dieser Stufe. Ab demselben Monat kam sie auch im Europacup zum Einsatz, hatte im Winter 2005/06 aber fast nur Ausfälle zu verzeichnen und kam nur zweimal in die Punkteränge. Verletzungsbedingt verpasste Mougel die zweite Hälfte der Saison 2006/07. Nach einem durchzogenen Winter 2007/08 stand sie am 13. März 2009 erstmals in einem Europacuprennen auf dem Podest, als sie in Crans-Montana Zweite des Slaloms wurde. Dies ergab schließlich den 6. Platz in der Disziplinenwertung.
Ihr Debüt im Weltcup hatte Mougel am 12. Januar 2010 im Slalom von Flachau, qualifizierte sich aber nicht für den zweiten Durchgang. Bei ihren zwei Weltcupeinsätzen in der Saison 2010/11 konnte sie ebenfalls nicht punkten, hingegen siegte sie in vier FIS-Rennen und stand im Europacup ein weiteres Mal auf dem Podest. Am 11. Februar 2012 gewann Mougel mit dem 24. Platz im Slalom von Soldeu erstmals Weltcuppunkte. Nachdem ein 20. Platz ihr bisher bestes Ergebnis gewesen war, stieß sie am 4. Januar 2013 mit Platz fünf beim Slalom von Zagreb mitten in die Weltspitze vor. Dies war gleichzeitig das beste Ergebnis ihrer Karriere. Im Oktober 2013 erlitt sie im Training in Saas-Fee einen Kreuzbandriss am rechten Knie, womit sie die gesamte Saison 2013/14 verpasste.
Im Winter 2014/15 klassierte sich Mougel sechsmal in den Top 20, wobei ein siebter Platz beim Weltcupfinale in Méribel ihr bestes Ergebnis war. Im folgenden Winter fuhr sie nur einmal in die Punkteränge, ansonsten hatte sie nur Ausfälle und Nichtqualifikationen für zweite Durchgänge vorzuweisen. Mougel erlitt im März 2016 einen weiteren Kreuzbandriss, dieses Mal am linken Knie. Im Weltcupwinter 2016/17 gelangen ihr nochmals zwei Top-20-Ergebnisse. Außerdem nahm sie an den Winter-Militärweltspielen 2017 in Sotschi teil und gewann dort die Bronzemedaille im Slalom. Über soziale Medien gab Mougel am 10. April 2017 das Ende ihrer Sportkarriere bekannt.

## Erfolge

### Weltmeisterschaften
- Schladming 2013: 18. Slalom
- Vail/Beaver Creek 2015: 17. Slalom

### Weltcup
- 3 Platzierungen unter den besten zehn

### Europacup
- Saison 2009/10: 9. Slalomwertung
- Saison 2010/11: 6. Slalomwertung
- 3 Podestplätze

### Nor-Am Cup
- 2 Podestplätze, davon 1 Sieg:

| Datum            | Ort            | Land   | Disziplin |
| ---------------- | -------------- | ------ | --------- |
| 17. Februar 2017 | Val-Saint-Côme | Kanada | Slalom    |

### Weitere Erfolge
- Winter-Militärweltspiele 2017: 3. Slalom
- 2 französische Meistertitel (Slalom 2013 und 2015)
- 1 Podestplatz im South American Cup
- 16 Siege in FIS-Rennen